# エヴァ・リューバー＝シュタイア
エヴァ・リューバー=シュタイア(Eva Rueber-Staier、1951年2月20日-)は、オーストリアのモデル・女優。1969年、ミス・ワールド世界大会優勝。007のシリーズに3作出演した。
名前は、Eva Reuber-Staierと綴られることもある。ミス・ワールドの公式サイトではEva Steierとなっている。

## 経歴
1951年2月20日、シュタイアーマルク州ブルック-ミュルツツーシュラーク郡ブルック・アン・デア・ムーアに生まれる。
1969年、ミス・オーストリアに選ばれ、その年のミス・ユニバースに出場。Top15に残る。
1969年、ミス・ワールド優勝。
1969年12月、ボブ・ホープのUSOツアーに参加。このとき、女優のConnie Stevens、 女優兼歌手のテレサ・グレイヴス、映画“Sweet Charity”で知られる歌手兼ダンサーのSuzanne Charny、 宇宙飛行士のニール・アームストロングも同行。
ミスとしての任期の間に、以前ヌード写真を公表していたと問題になる。結局、ミス・ワールドに応募する前に撮影されたからとタイトルは剥奪されなかった。

### フィルモグラフィ
| 年   | タイトル                         | 役                            | 備考           |
| ---- | -------------------------------- | ----------------------------- | -------------- |
| 1969 | The New Adventures of Snow White | Cinderella                    |                |
| 1974 | Carry On Dick                    | Birds of Paradise Entertainer |                |
| 1976 | The Slipper and the Rose         | Princess #4                   |                |
| 1977 | 007 私を愛したスパイ             | Rublevitch                    |                |
| 1981 | 007 ユア・アイズ・オンリー       | Rublevitch                    |                |
| 1983 | 007 オクトパシー                 | Rublevitch                    | 最後の映画出演 |

### その後
ミスとしての任期の後、世界自然保護基金の宣伝モデルを務める。
1980年代、キャドバリーのテレビＣＭに出演した（いわゆるFlake Girl）。
造形芸術に関心を移しハーロウ区ハッチ・エンドのHarrow Arts Centreで初心者コースを修了、後にハートフォードシャー大学で学ぶ。それ以来作品の制作をつづける。2013年現在、グレーター・ロンドンハーロウ区ピンナー在住。鉄鋼を中心とした金属で彫刻を作る。

## 私生活
1973年、英国の映画監督Ronald Fouracreと結婚(離婚時期不詳)。彼女にとって唯一の子供であるAlexander Fouracreをもうける。彼は後にカメラマンになる。
現在の夫・演出家のBrian Cowanと再婚。Eva Cowanとなる。ブライアンは美術学校を出て画家に転向。

### その他
彼女が暮らすピンナーの家は、エリザベス朝に建てられたイギリス指定建造物（グレードII）である。